# Elternbildung
Als Elternbildung bezeichnet man pädagogische Angebote, die Eltern und andere Erziehungsberechtigte bei der Bewältigung ihre erzieherischen Aufgaben unterstützen sollen, ebenso wie bei der Gestaltung des familiären Alltags und bei weiteren sozialen Aufgaben. Entsprechende Bildungsangebote vermitteln unter anderem Wissen über die Entwicklung im Kindesalter, über die Gestaltung der Eltern-Kind-Beziehung und über konkretes erzieherisches Handeln im Alltag. Man unterscheidet zwischen
- informeller oder informativer[3] Elternbildung durch die Massenmedien, also Ratgeberliteratur, Fernsehsendungen usw.,
- funktioneller Elternbildung, die eine politische Zielsetzung hat und Eltern zur Mitarbeit in Erziehungseinrichtungen (Elternbeteiligung) heranzieht und
- institutioneller Elternbildung im Rahmen der Erwachsenenbildung, zum Beispiel durch Elternkurse.[4]

Elternbildungsveranstaltungen finden teils in kommunalen Einrichtungen, in Kindertagesstätten oder im Umfeld der Schule statt. In Deutschland werden Elternbildungskurse und Vorträge für Eltern häufig durch Familienbildungsstätten, Multigenerationenhäusern und Volkshochschulen angeboten.